# Belice en los Juegos Olímpicos de Pekín 2008
Belice estuvo representado en los Juegos Olímpicos de Pekín 2008 por un total de 4 deportistas, 3 hombres y una mujer, que compitieron en 2 deportes.
El portador de la bandera en la ceremonia de apertura fue el atleta Jonathan Williams. El equipo olímpico beliceño no obtuvo ninguna medalla en estos Juegos.